# Crisinidae
Famille
Les Crisinidae sont une famille d'ectoproctes de l'ordre des Cyclostomatida.

## Liste des genres
Selon World Register of Marine Species (16 avril 2016) :
- genre Biidmonea Calvet, 1903
- genre Crisidmonea Marsson, 1887
- genre Crisina d'Orbigny, 1853
- genre Mesonea Canu & Bassler, 1920